# Sweet Dreams (Are Made of This) (Lied)
Sweet Dreams (Are Made of This) ist ein Lied von den Eurythmics aus dem Jahr 1983. Es wurde von der Band geschrieben und von Dave Stewart produziert. Der Song wird meist nur Sweet Dreams genannt. Das Lied entstand am Tag der Auflösung der Beziehung zwischen Annie Lennox und Dave Stewart und zeigt Lennox’ Sicht darauf, was Menschen in ihrem Leben antreibt. In der Liste der 500 besten Songs aller Zeiten erreichte das Lied Platz 365. 1991 wurde der Song neu abgemischt und neu aufgelegt, um das Album Greatest Hits der Eurythmics zu promoten.

## Entstehung
Annie Lennox hatte die Zeit ihrer Beziehung mit Stewart als sehr anstrengend empfunden und hatte Stewart erklärt, dass sie diese beenden werde. Während sie dies sehr mitnahm, ging Stewart zum Drumcomputer, um einige Rhythmen zu programmieren. Diese weckten das Interesse von Lennox und sie setzte sich an den Synthesizer. Nach Angaben von Stewart kam die Melodie des Haupt-Riffs „wie aus dem Nichts“ und das Duo startete das Tonbandgerät. Annie Lennox begann zu singen, und binnen einer halben Stunde war das Lied fertig. Später erklärte Stewart, dass er schlicht den falschen Knopf am Drumcomputer gedrückt habe und so der Rhythmus entstanden sei.
Die Aufnahmen fanden auf einem Acht-Spur-Rekorder statt. Dabei verwendete das Duo unzählige verschiedene Texturen, um dem Lied einen anspruchsvollen Sound zu verleihen. Nahe dem Tonstudio befand sich eine Holzfabrik, sodass die Aufnahmen des Gesangs wegen des Arbeitslärms immer wieder unterbrochen werden mussten. Die Clicks während der letzten Wiederholung des Refrains wurden nicht mit elektronischen Hilfsmitteln eingespielt. Das Duo füllte leere Milchflaschen mit unterschiedlich viel Wasser und schlug sie an den gewünschten Stellen an.

## Veröffentlichung
Sweet Dreams (Are Made of This) wurde weltweit im Mai 1983 veröffentlicht. Es wurde ein Nummer-eins-Hit in den USA, Kanada und Frankreich. Das Lied ist 4:52 Minuten lang, auf der B-Seite befindet sich das Stück I Could Give You (A Mirror). Es wurde als viertes Lied aus dem gleichnamigen Album veröffentlicht. 1991 erschien von den Eurythmics eine weitere Version des Liedes mit dem Titel Sweet Dreams (Are Made of This)'91, welche in Großbritannien Platz 48 erreichte.

## Musikvideo
Für das Musikvideo wurde Chris Ashbrook als Regisseur gewonnen, das Drehbuch stammt von Dave Stewart. Es wurde am 11. und 12. Januar 1983 in den Trillion Studios gedreht, die Außenaufnahmen fanden in der Grafschaft Kent statt. Dabei war auch die surrealistisch angehauchte Gestaltung des Clips sehr stilbildend. Auffällig sind im Video Lennox’ androgynes Aussehen, die Kulissen und die Kühe. Bei MTV zählt das Video zu den meistgespielten Clips. Auf der ersten Verleihung der MTV Video Music Awards 1984 gewann das Musikvideo in der Kategorie Best New Artist in a Video.

## Kommerzieller Erfolg

### Chartplatzierungen
| ChartsChartplatzierungen       | Höchstplatzierung | Wochen |
| ------------------------------ | ----------------- | ------ |
| Deutschland (GfK)              | 4 (23 Wo.)        | 23     |
| Österreich (Ö3)                | 9 (8 Wo.)         | 8      |
| Schweiz (IFPI)                 | 8 (6 Wo.)         | 6      |
| Vereinigte Staaten (Billboard) | 1 (26 Wo.)        | 26     |
| Vereinigtes Königreich (OCC)   | 2 (16 Wo.)        | 16     |

| ChartsJahrescharts (1983)      | Platzierung |
| ------------------------------ | ----------- |
| Deutschland (GfK)              | 21          |
| Vereinigte Staaten (Billboard) | 10          |
| Vereinigtes Königreich (OCC)   | 11          |

### Auszeichnungen für Musikverkäufe
| Land/Region                  | Auszeichnungen für Musikverkäufe (Land/Region, Auszeichnung, Verkäufe) | Verkäufe  |
| ---------------------------- | ---------------------------------------------------------------------- | --------- |
| Dänemark (IFPI)              | 2× Platin                                                              | 180.000   |
| Deutschland (BVMI)           | 3× Gold                                                                | 900.000   |
| Frankreich (SNEP)            | Gold                                                                   | 250.000   |
| Italien (FIMI)               | 2× Platin                                                              | 200.000   |
| Kanada (MC)                  | Gold                                                                   | 50.000    |
| Neuseeland (RMNZ)            | 4× Platin                                                              | 120.000   |
| Spanien (Promusicae)         | 2× Platin                                                              | 120.000   |
| Vereinigte Staaten (RIAA)    | Gold                                                                   | 1.000.000 |
| Vereinigtes Königreich (BPI) | 3× Platin                                                              | 1.800.000 |
| Insgesamt                    | 4× Gold · 14× Platin ·                                                 | 4.620.000 |

Hauptartikel: Eurythmics/Auszeichnungen für Musikverkäufe

## Coverversionen

### Marilyn-Manson-Version
Im Jahr 1995 veröffentlichte die US-amerikanische Rockband Marilyn Manson eine Coverversion des Liedes im Industrial-Rock-Stil samt zugehörigem Musikvideo als Single aus ihrer EP Smells Like Children. Dank des Songs, der auf MTV gespielt wurde, erhielt die Gruppe erste Aufmerksamkeit, bevor ihr ein Jahr später mit dem Album Antichrist Superstar der kommerzielle Durchbruch gelang.
Auszeichnungen für Musikverkäufe

| Land/Region                  | Auszeichnungen für Musikverkäufe (Land/Region, Auszeichnung, Verkäufe) | Verkäufe |
| ---------------------------- | ---------------------------------------------------------------------- | -------- |
| Italien (FIMI)               | Gold                                                                   | 50.000   |
| Vereinigtes Königreich (BPI) | Silber                                                                 | 200.000  |
| Insgesamt                    | 1× Silber · 1× Gold ·                                                  | 250.000  |

### Weitere Coverversionen
- 1983: Sylvie Vartan
- 1984: Henry Mancini
- 1995: Swing feat. Dr. Alban
- 1996: Nas (Street Dreams)
- 1999: Miss Kittin feat. The Hacker
- 2000: Maria Bello
- 2001: Alex Butcher
- 2001: Tricky (You Don’t Wanna)
- 2002: Pink feat. Redman (Get the Party Started (Sweet Dreams Remix))
- 2002: Axxis
- 2002: Lakehurst
- 2002: MnC Featuring Silvy
- 2003: Bushido feat. Fler (Mein Revier)
- 2003: Frauenarzt (Feuchte Träume)
- 2004: Phats & Small
- 2005: Secret Service
- 2006: K.I.Z (Outro)
- 2006: Nylon
- 2006: Thomas Anders
- 2007: Britney Spears (Everybody)
- 2007: Roger Moore
- 2007: Soraya Arnelas
- 2007: Mika
- 2008: Benny Benassi
- 2009: Daniel Schuhmacher
- 2009: Royal Gigolos
- 2011: Emily Browning
- 2011: Avicii
- 2014: The Silverettes
- 2017: Patty Gurdy
- 2019: Weezer
- 2019: The Masked Singer
- 2020: D-Block & S-te-Fan
- 2024: Anna Ermakova